# Humphrey Dixon
Humphrey Dixon (* 20. Jahrhundert in London) ist ein britischer Filmeditor.
Humphrey Dixon wurde Ende der 1960er Jahre als Schnitt-Assistent tätig. Ab Anfang der 1970er wurde er als Filmeditor aktiv; er arbeitete öfters für die Regisseure James Ivory und John Duigan.
Für seine Montage von Ivorys Zimmer mit Aussicht wurde Dixon 1987 für einen BAFTA-Award für den besten Schnitt nominiert. Insgesamt wirkte Dixon an über 40 Produktionen mit; zuletzt trat er 2016 in Erscheinung.

## Filmografie (Auswahl)
- 1977: Roseland
- 1981: Quartett (Quartet)
- 1985: Zimmer mit Aussicht (A Room with a View)
- 1988: Crusoe
- 1990: Mr. & Mrs. Bridge
- 1991: Stepping Out
- 1992: Die Playboys (The Playboys)
- 1994: Verführung der Sirenen (Sirens)
- 1995: Weg der Träume (The Journey of August King)
- 1996: Die Stunde des Verführers (The Leading Man)
- 1997: Lawn Dogs – Heimliche Freunde (Lawn Dogs)
- 1998: Tanz in die Freiheit (Dancing at Lughnasa)
- 1999: Molly
- 2000: Paranoid – 48 Stunden in seiner Gewalt (Paranoid)
- 2001: Duell – Enemy at the Gates (Enemy at the Gates)
- 2002: Evelyn
- 2003: Mein Haus in Umbrien (My House in Umbria)
- 2004: Wimbledon – Spiel, Satz und … Liebe (Wimbledon)
- 2009: My One and Only
- 2012: Private Peaceful
- 2015: The Frontier
- 2016: Mandela’s Gun